# Pyrausta terminalis
Pyrausta terminalis is een vlinder van de familie van de grasmotten (Crambidae). De wetenschappelijke naam van deze soort is voor het eerst voorgesteld door Alfred Ernest Wileman en Richard South in een publicatie uit 1917.
De soort komt voor in Taiwan.